# Janez Janša
Janez Janša est un homme d'État slovène, né le 17 septembre 1958 à Ljubljana, alors en Yougoslavie. Il est membre, et président depuis 1993, du Parti démocratique slovène (SDS).
Ministre de la Défense à deux reprises entre 1990 et 1994 puis quelques mois en 2000, il devient en 2004 président du gouvernement de la Slovénie. Il quitte ce poste à l'issue de son mandat, en 2008, mais le retrouve en 2012. Il est renversé par une motion de censure l'année suivante, puis condamné en 2014 à de la prison ferme pour corruption. Sa condamnation est annulée l'année suivante.
Il est réélu président du gouvernement en 2020, après la démission de Marjan Šarec.

## Carrière politique

### Ministre de la Défense dans les années 1990
En 1989, Janša est un des fondateurs de l'Union démocratique slovène (SDZ), premier parti d'opposition dans la Slovénie encore rattachée à la Yougoslavie. Après la victoire de la plate-forme électorale Demos aux premières élections libres de la république de Slovénie en 1990, Janša est nommé au poste très sensible de ministre de la Défense. 
Poste sensible car il doit gérer la guerre d'indépendance de la Slovénie, les volontés centralisatrices de la Yougoslavie et les tensions frontalières avec la nouvelle République de Croatie. Il participe à des trafics visant à alimenter en armes des factions de Croatie et de Bosnie-Herzégovine, contournant ainsi l’embargo international sur les armes.
Le SDZ se désagrège en 1992 (la plupart des membres rejoindront Démocratie libérale slovène) et Janša devient membre du Parti démocratique slovène (social-démocrate, fondé en 1988) de Jože Pučnik. Janša reste à son poste de ministre de la Défense jusqu'en 1994.  En mars 1994, les services de sécurité du ministère de la Défense tabassent en pleine rue un ancien collaborateur de Janša. Ce dernier, déjà très affaibli politiquement par plusieurs affaires, doit démissionner. Il devient après son éviction président du SDS.

### Premier mandat de président du gouvernement
En 2003, le SDS change son nom en parti démocrate slovène. Le 3 octobre 2004 le SDS remporte les élections législatives avec 29 députés sur les 90 que compte l'Assemblée nationale et devance Démocratie libérale slovène (LDS) du président du gouvernement sortant Anton Rop. Il s'allie ensuite avec la Nouvelle Slovénie - Parti chrétien populaire (NSi), le Parti populaire slovène (SLS) et le Parti démocrate des retraités slovènes (DeSUS), et devient président du gouvernement le 9 novembre. Son gouvernement entre en fonction le 3 décembre suivant.
À la suite de la défaite de l'indépendant Lojze Peterle, qu'il soutenait, contre Danilo Türk, appuyé par les sociaux-démocrates, à la présidentielle de 2007, il envisage de démissionner, avant de se soumettre à une vote de confiance qu'il remporte. Le 1er janvier 2008, il prend la présidence du Conseil de l'Union européenne, étant le premier représentant d'un ancien pays du bloc de l'Est à diriger l'Union européenne (UE).

### Chef de l'opposition
Aux élections législatives du 21 septembre 2008, le SDS perd un siège et sa coalition est défaite, avec 40 députés, soit trois de moins que le centre gauche. Janez Janša est remplacé le 3 novembre par le social-démocrate Borut Pahor, et devient alors le chef de l'opposition à l'Assemblée nationale.

### Deuxième gouvernement

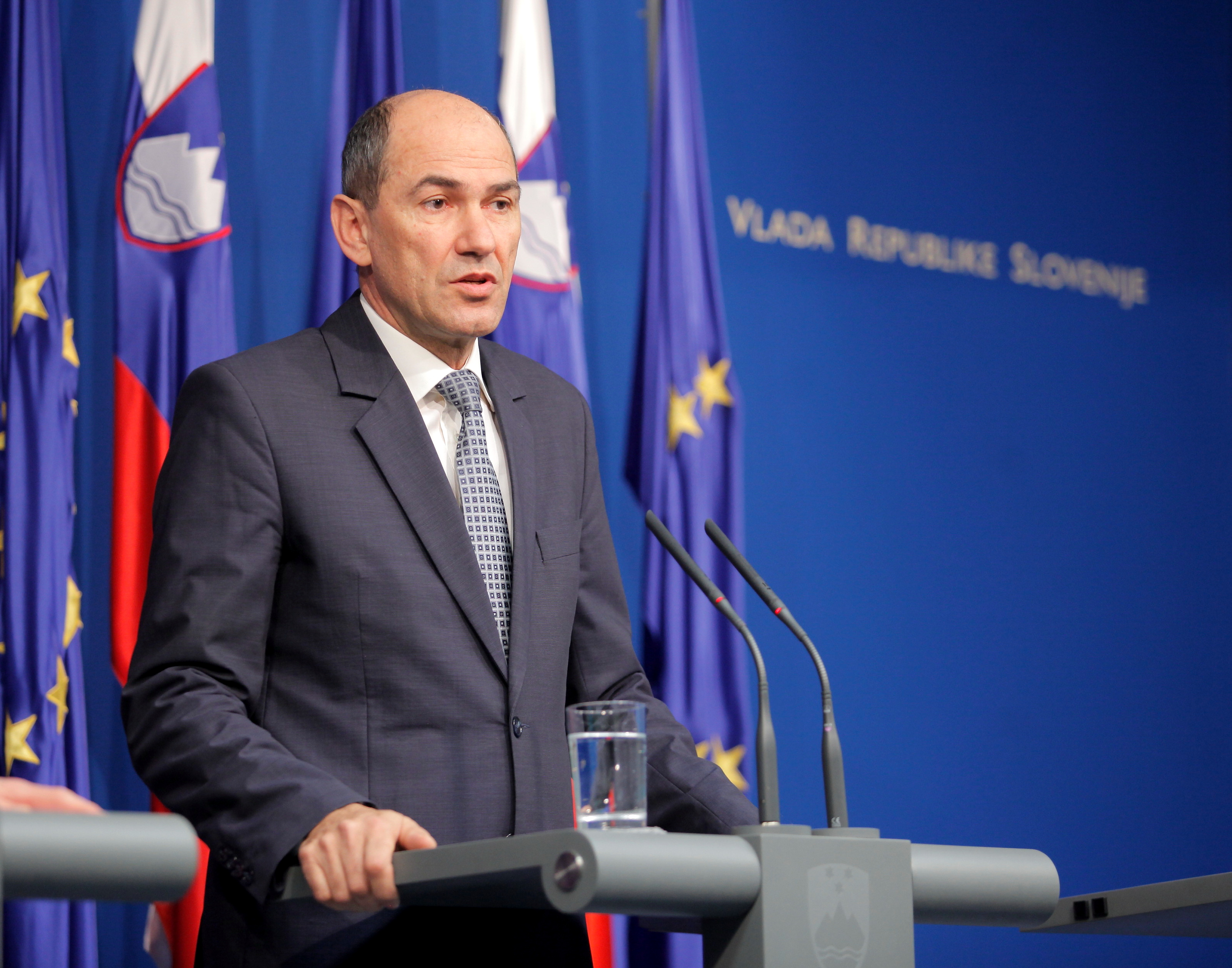
Janez Janša en 2013.

Le 28 janvier 2012, le Parlement approuve sa nomination comme président du gouvernement. Il revient au pouvoir à la tête d'une coalition de cinq partis, le SDS, le Parti démocrate des retraités slovènes (DeSUS), la Liste civique de Gregor Virant (LGV), le Parti populaire slovène (SLS) et la Nouvelle Slovénie - Parti chrétien populaire (NSi), malgré sa défaite aux élections législatives. Son gouvernement est approuvé par le Parlement le 10 février 2012.
Des ministres de son gouvernement, notamment issus du parti nationaliste NSi-KLS, participent à des cérémonies en l’honneur des domobranci, la milice collaborationniste pendant la seconde guerre mondiale. Les fêtes de l’indépendance, en juin 2012, donnent lieu à de vives controverses, le gouvernement ayant interdit la présence des symboles des partisans, la résistance antifasciste à l'occupation allemande, rompant ainsi avec le consensus habituel qui plaçait l’État slovène dans l'héritage du Comité antifasciste de libération nationale slovène (Subnor).
Il doit affronter un mouvement social à l'hiver 2012 visant à contester sa politique d'austérité, marquée par des baisses des salaires des fonctionnaires et des coupes dans les budgets de l'éducation et de la santé.
Prenant acte de son refus de démissionner, après avoir été de nouveau cité dans une affaire de corruption, la Liste civique (DL) se retire de la coalition le 23 janvier 2013, faisant perdre sa majorité au gouvernement, avec désormais 42 députés sur 90, contre 50 auparavant.
Le 5 février, le DeSUS fait savoir qu'il quittera le gouvernement dix-sept jours plus tard et négocie avec l'opposition en vue de nommer un nouveau président du gouvernement, qui avancerait les élections à 2014, tandis que le 13, le SLS annonce qu'il se retire du gouvernement et passe dans l'opposition, refusant par avance de s'associer à toute autre coalition.

### Motion de défiance
Le 27 février 2013, l'Assemblée nationale adopte finalement, par 55 voix contre 33, une motion de défiance contre le gouvernement Janša et désigne la députée Alenka Bratušek, présidente provisoire du parti de centre gauche Slovénie positive (PS), comme future présidente du gouvernement.
Sa successeur ayant réussi à former une coalition, elle entre en fonction le 20 mars suivant, mais déclare forfait au bout d'un an.

### Emprisonnement
Il est accusé d'avoir touché de l'argent de la société d'aéronautique et de défense finlandaise Patria lors de l'achat de véhicules blindés en 2006 . En mars 2012, la justice slovène dépose une mise en accusation contre Janez Janša pour fausses accusations et diffamation dans le cadre du procès Patria.
Il finit par être condamné le 28 avril 2014 à deux ans de prison ferme pour avoir perçu en 2006, en marge du plus gros contrat d’armement jamais signé par la Slovénie depuis son indépendance, et alors qu’il était Premier ministre, des promesses de pots-de-vin destinés à financer son propre parti. L'opposition démocrate a dénoncé le jugement comme motivé politiquement et a fustigé le passé d’apparatchik communiste yougoslave du président de la Cour suprême Branko Masleša. La condamnation est annulée à l'unanimité par la Cour constitutionnelle en avril 2015 et Janša est libéré après avoir purgé 9 mois de prison.

### Premier parti des législatives de 2018
Au cours des élections législatives du 3 juin 2018, le SDS arrive en tête en captant un quart des suffrages, après que Janša a mené une campagne aux accents xénophobes en agitant le spectre d'une « invasion » migratoire. Une telle rhétorique rend alors peu probable son retour à la présidence du gouvernement, puisqu'elle l'éloigne des partis centristes dont le soutien est indispensable pour bâtir une majorité. Près de trois mois plus tard, c'est effectivement le centriste Marjan Šarec qui accède au pouvoir en formant un gouvernement minoritaire de coalition, le gouvernement Šarec (2018-2020).

### Retour au pouvoir
Šarec présente sa démission le 27 janvier 2020, déclarant « ne pas pouvoir répondre aux attentes du peuple » tout en s'affirmant confiant d'en être à même « après des élections ». Son parti mène alors largement en tête des intentions de vote depuis plusieurs mois,. Janša se dit alors favorable à des élections anticipées.
Le président de la République Borut Pahor entame néanmoins des consultations avec les différents partis le lendemain, au cours desquelles le SDS finit par envisager sérieusement la formation d'une coalition. Le 25 février, le SDS, le Parti du centre moderne (SMC), le Parti démocrate des retraités slovènes (DeSUS) et Nouvelle Slovénie (NSi) — qui rassemblent 48 des 90 députés de l'Assemblée — indiquent au chef de l'État avoir conclu un accord de majorité.
Janez Janša est chargé de former un gouvernement le 26 février. Il reçoit le 3 mars l'investiture de l'Assemblée nationale par 52 voix pour, 31 voix contre et six abstentions, disposant de 15 jours pour soumettre la liste de ses ministres aux députés. Le gouvernement est approuvé par le Parlement le 13 mars.
Admirateur du style politique de Donald Trump, Janez Janša utilise comme lui Twitter comme outil de communication de manière accrue (atteignant 100 tweets par jour en mars 2021), ce qui lui a valu le surnom de "Maréchal Twitto", en référence à l'ancien dirigeant yougoslave Tito. Ses tweets sont réputés pour leur contenu souvent virulent, notamment envers les voix d'opposition, la presse critique et en particulier les femmes journalistes. Il est par ailleurs proche de Viktor Orbán, soutenant le Premier ministre hongrois en délicatesse avec le Conseil de l'Union européenne sur les sujets de l'État de droit. Il doit toutefois composer avec les autres partis de sa coalition et une opinion publique plutôt europhile.  Lui-même est farouchement anti-russe.
Il conduit une politique autoritaire visant à reprendre en main les médias et les institutions. Début 2021, les financements sont coupés à l'agence de presse nationale STA et le directeur de la chaîne de télévision publique est remplacé. La chaîne privée Nova 24TV est quant à elle ostensiblement favorable à Jansa. La plupart des dirigeants des institutions culturelles de Ljubljana sont évincés en l'espace d'un an. En novembre 2020, 150 intellectuels et universitaires dénoncent dans une pétition « une prise de contrôle des institutions culturelles » par « des limogeages de fait ». Il décide par ailleurs d'instituer une commémoration controversée des « victimes du communisme ».
Les autorités imposent à partir du 15 septembre 2021 un passe sanitaire. Des manifestations interdites par le pouvoir sont organisées pour contester cette mesure.